# 審査局
審査局（しんさきょく）は、中央官庁である公正取引委員会の内部部局の一つ。

## 概要
国の競争法の執行を主な業務としている。

## 所掌事務
- 事件の審査に関すること。
- 排除措置命令に関すること。
- 課徴金の納付命令に関すること。
- 独占的状態に係る事件に関する審判開始決定に関すること。
- 告発並びに裁判所に対する緊急停止命令及びこれに関する供託に係る没取の申立てに関すること。
- 合併、共同新設分割、吸収分割又は共同株式移転の無効の訴えに関すること。
- 独占的状態に係る事件に関する審決及び排除措置命令の執行後の監査に関すること。

## 組織
- 審査局長
- 審査管理官
  - 特別専門官（2人以内）
  - 審査専門官（322人以内）
- 管理企画課
  - 企画室
  - 情報管理室
  - 公正競争監視室
  - 審査企画官
  - 課徴金減免管理官
  - 上席審査専門官
- 第一審査長
  - 上席審査専門官
  - 上席審査専門官
- 第二審査長
  - 上席審査専門官
- 第三審査長
  - 上席審査専門官
- 第四審査長
  - 上席審査専門官
- 第五審査長
- 訟務官
- 犯則審査部